# Zákon o táborech nucené práce
Zákon o táborech nucené práce byl podepsán 25. října 1948 a vyhlášen ve Sbírce zákonů pod č. 247/1948 Sb. Tento zákon umožňoval posílat kohokoli do táborů nucené práce (TNP), a to bez soudu, pouze rozhodnutím tříčlenné komise jmenované krajským národním výborem.
Po Únoru 1948 zavládl v Československu mocenský monopol komunistické strany. V říjnu roku 1948 vznikl zákon č. 231/1948 Sb., na ochranu lidově demokratické republiky, jenž umožňoval represe prakticky proti komukoli. Do TNP se lidé nedostávali za trestný čin a proto nebyli ani souzeni. Byli sem zařazováni podle svého sociálního původu a podle smýšlení (podle komunistů to byli třídní nepřátelé z řad kapitalistů, nepřátelské inteligence či živnostníků a venkovských kulaků).

## Derogace
Zákon byl zrušen trestním zákonem správním (88/1950 Sb.).